# الأدب بلغة الايدش
[بحاجة لمصدر]

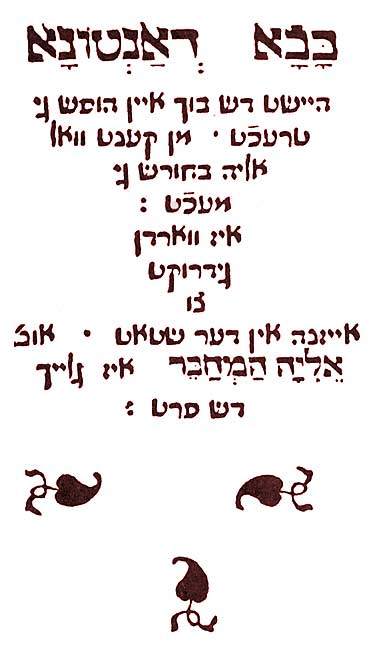

الأدب بلغة الايدش هو أدب جميل تم انشاؤه بلغة الايدش. ينقسم تكون الأدب في الإيدش إلى ثلاثة مراحل أساسية:
• أدب إيدش قديم
•الأدب الثقافي
•الأدب اليهودي.
من الصعب تحديد فترات هذه المراحل بالضبط، ولكن يمكن القول بشكل عام أن المصطلح «أدب ايدش قديم» يشير إلى الأدبيات التي تمت من بداية القرن الثالث عشر، بالتزامن من تكون لغة الايدش حتى سنة 1780. بالنسبة للمرحلتين الوسطى والأخيرة (الأدب الثقافي والأدب اليهودي), ظهرت من سنة 1780 وحتى نهاية القرن التاسع عشر، وأدب الإيدش الحضاري – من بداية النصف الثاني للقرن التاسع عشر وحتى يومنا هذا.

## أدب الأيدش القديم
بداية أدب الايدش كان في ترجمة نصوص دينية وتحليلات كتبت لهم (مثال «تساينا وراينا», التي عرفت أيضاً ب«تاتش-حومش», في فترة لاحقة). الكاتب الأهم في تاريخ أدب الايدش هو الكاتب الياهو بحور, الذي ترجم للغة الايدش رواية الفرسان «بفيس مهامبتون» (من النسخة الإيطالية للقصة Buova d'Antona) وحولها لنسخة يهودية. من بداية سنة 1507 إنتشرت كتابات يد للقصة التي كتبها هذا الكاتب، وهي قصة «بابا دانطونا» (وتسمى أيضاً «بوبو»), ولاحقاً سميت بابا-بوخ – وفي سنة 1541 طُبعت القصة في المدينة ايسني (Isny) في ألمانيا، وأصبح الكتاب الغير-ديني الأول الذي يُطبع في لغة الايدش. هذا العمل الأدبي يعطي مثالاً لتأثير الأشكال الأدبية الأوروبية على طابع أدب الايدش – ليس فقط على مواضيعها، وإنما أيضاً على شكل البيوت وعلى طريقة القافية – تكيف الأوتبا ريما (مبنى شعري لبيت ذو ثمانية سطور قافية مع أحد عشر مقطعاً لفظياً كل واحد. الست الأوائل تكون متقافية بشكل تناوبي (أ-ب-أ-ب-أب) والإثنين الأخيرين يتقافيان بشكل آخر ج-ج) الإيطالية.
على كل حال، الكاتب الياهو بحور غير أشكال كثيرة في القصة ليظهر المبادئ اليهودية، بالرغم من أن هذه المبادئ لا تتماشى مع طبيعة المبادئ النصرانية في جوهر الفروسية.
عمل أدبي إضافي ذو تأثير قوي على أدب الاديش القديم هو «عمل بوخ» (ايدش: «كتاب أعمال», بازل، 1602) – عمل أدبي الذي يضم قصص أخلاقية تتأسس على مصادر عبرية وحاخامية، وأيضاً قصص شعبية وخرافات. بالارتكاز على ضم عدد من القصص غير-اليهودية في المجموعة، إستنتج الباحثون أن المترجم عاش في منطقة غرب ألمانيا لليوم في الثلث الأخير للقرن السادس عشر. هذه القصص الإرشادية ما زالات تًقرأ من قبل مجتمعات متدينة، وبالأساس عند اليهود الحسيديم (المتدينين).
ألفت النساء قصص بلغة الأيدش القديمة لأوقات متباعدة، بالرغم من أن هناك مجموعات من التحينوت (صلوات نسائية شخصية) التي كًتبت على يد نساء مثل سارة بت توفيم وسارة رفقة راحل ليئاه هوروبيتس (الإثنتان بنات القرن الثامن عشر). في القرن السادس عشر كتبت رفقة تيكتينر كتاب أخلاقي للنساء باسم "منكات رفقة (منظفة رفقة)", وأيضاً قصيدة لفرحة التوراة التي هدفت لأن تكون ملقاه على يد نساء حينما يقمن بتزيين التوراة. النص الأكثر شمولة هو للمرأة من هذه الفترة باسم "المضاء – هامموأر) للسيدة جليكال مهلامين – ملف عائلي لإمرأة أعمال يهودية-ألمانية بنت القرن السابع عشر، والذي تم نشره فقط في سنة 1896.

## الأدب الثقافي والأدب اليهودي
نهوض الحركة اليهودية المتدينة (تنوعت هحسيدوت) في نهاية القرن الثامن عشر أدى إلى نهوض نوع خاص من الأعمال الأدبية، من هذه الأعمال الأدبية يمكن ذكر "شبحي هباعشات" – مؤلف هيجيوجرافي (مواد كتبت عن ناس مقدسين), والذي يحكي عن حياة شخص باسم هباعل شم طوف ويمجد شخصيته. طرح القصص كان مركب أساسي في انتشار اليهودية الدينية، أيضاً البعشاط وأيضاً النينو، الحاخام نحمان مبرسلاف، استخدموا القصص المبنية على خرافات شعبية لتوصيل رسائل روحانية. هذه القصص بدأت تُكتب وتُجمع على يد تلاميذهم. كانت لقصص الحاخام نحمان التأتثيرات الأقوى على تطور أدب الإيدش. أحد مجموعات القصص الأكثر شهرة للحاخام نحمان هو "قصص خرافات – سيبوري معاسيوت" (1816). هذا العمل يتميز باستخدام "الألجوريا (عمل فني ذو معنى أكبر من الهدف الواضح والمبين للعمل نفسه، ويهدف إلى إيصال رسالة بواسطة القصة باستخدام التشبيه بالواقع) للتعبير عن أفكار مبسطة، وأيضاً لدمج الزخارف اليهودية والنصرانية.
بالتزامن مع نهوض الحركة اليهودية المتدينة، نمت في أوروبات حركة الثقافة – حركة اجتماعية التي اعتمدت على مبادئ التنور، شجعت الدمج في المجتمع المحيط وطمحت لكسب المعرفة، العادات والطموحات للأمم التي عاش اليهود بجوارهن. هذه الحركة العلمانية عارضت الحركة المتدينة، وحارب أناسها كل العقائد والأفكار التي هي بمثابة خرافات، وحسب اعتقادهم إنتشرت عند اليهودية المتدينة. نتيجة للتأثيرات التي جاءت من خارج البلاد، وكرد على المزاج العكر – أصبح التعليم الشرق-أوروبي منذ نصف القرن التاسع عشر أكثر انتقاداً، وحتى معادياً للقانون اليهودي المتدين، وحتى تجاه الدين اليهودي ككل. من الكتاب الذين إستغلوا مهنة الكتابة لإظهار مواقفهم بشكل واضح يمكن ذكر يسرائل اكسنفلد، دكتور شلومو أطينجر وأيزيك مئير ديك. أكسنفلد بدأ طريقه كيهودي متدين للحاخام نحمان، وفيما بعد ترك التدين (حسيدوت) وعارضها بشدة. في الكتاب الذي كتبه «داس شتعرنتيكل» في الايدش «غطاء الرأس»), الذي صدر عام 1861, وُصف عالم الديانة اليهودية (الحسيدوت) بأنه غير صبور وضيق الفكر. بسبب معارضة القيادات المتدينة، فقط خمسة من أعماله نًشرت. أعماله واقعيه، وتعطي أمثلة لتأثير الأدب الروسي للقرن التاسع عشر. أتينجر (1802-1856) كان طبيباً وكتب مسرحيات، ومن ضمنها المسرحية الأهم في فترة الثقافة – «سعركعلع». طريقته الساخرة تعطي مثالاً لتأثير الدراما الأوروبية، ولذلك هناك من يخمن أنه قرأ أعمال موليير (رجل مسرحيات وممثل فرنسي مشهور في تاريخ الأدب المسرحي). ديك (1814-1893) ألف قصص قصيرة، التي طًبعت وبيعت بعشرات آلاف النسخ. أهمية عمله لتطور أدب الإيدش مضاعف: من جهة فقد ساعد في تأسيس قاعدة جمهور لقراء الإيدش، ومن جهة أخرى مضامين أعماله التي تميل للمضمون التعليمي. ديك ألف أيضاً أعمالاً باللغة العبرية، ومن ضمنها القصة الدينية الساخرة ذات الجودة «مسيخت عنيوت» (1844).

## أدب الإيدش المعاصر
من المتعارف أن بداية أدب الإيدش المعاصر بدأ سنة 1864 – السنة التي صدرت فيها الرواية "داس كلاينع معنطشعلع" (الرجل الصغير). تُرجم للعبرية: الرجل الصغير تأليف شالوم يعقوب ابراموفيتش، الذي عُرف أكثر بإسمه الأدبي مندلي بائع كتب. حتى نشر هذه الرواية كتب أبراموفيتش فقط بالعبرية، اللغة التي فيها تواصلوا الكثير من داعمي الثقافة. في الكتاب، الذي نُشر بداية كإستمرار لملحق هايدي لهمليتس" (صوت يبشر), يكشف أبراموفيتش غروره، الذي يحكي مندلي بائع كتب، ويظهر منذ ذلك الوقت في كتبه بشخصية الكاتب والراوي كواحد. العلاقة المعقدة بين الكاتب، الراوي والقراء تم بحثها بطريقة جذرية على يد باحث الأدب دان ميرون. أعمال مندلي تتميز بالحدة والسخرية، بالحفاظ على الصوت الشعبي للقارئ. فهو ينتقد الخراب الذي تفشى في المجتمع اليهودي، بتأثير المنظمة الروسية والبولندية. هو أيضاً يُكمل تقاليد التعدي الثقافي على الآراء القديمة والعادات التي دار عليها الزمان، مثل الزواج المبكر والتوفيق المنظم بين العرائس والعرسان. كتابه الأخير، سفر بنيامين الثالث، الذي نُشر لأول مرة في الإيدش سنة 1878, هو بمثابة سخرية شاذة على حياة المجتمع اليهودي في نطاق الكيبوتسات (القرى الصغيرة).
تأثير مندلي واضح في مجالين: الأول، هو كتب بلغة الإيدش في فترة كان فيها معظم المثقفين والكتاب يكتبون باللغة العبرية أو بالألمانية. ثانياً، بواسطة الطريقة القصصية والأجندة الاجتماعية الخاصة به، ترقى مندلي بقصصه الجميلة بلغة الايدش لمستوى فني عالٍ يطابق العهد الجديد. هذا الازدهار للقصص بالإيدش بتنسيق جديد، الذي تطور بعد الكتابة للكاتب مندلي، من ناحية طريقة الكتابة ومن ناحية التنوع الاجتماعي الذي أًعطي للنصوص، يدل على تأثير الكاتب.
من أهم الكتاب تبعاً لطريق مندلي، الكاتب شالوم عليخم (أسمه الأدبي لشالوم رفينوفيتش) ويل بيريتس. كتابه المعروف لشالوم عليخم، «طبيا هحولف» كُتب على مدار سنين، كرد على أحداث صعبة، مثل مذابح وطرد، التي أصابت المجتمع اليهودي في شرق أوروبا، في نهاية القرن التاسع عشر وبداية القرن العشرين. القصص التي تروى لشالوم عليخم من فم طوبيا هحلفان، شخصية ملونة ذات طابع سخرية متطور، الأحكام الدينية التي يشك في مصداقيتها من المصادر لكي تلائم ظروف حياته، بناته وأحبابهن، والطرد الذي عانى منه في بلدة سكنه انطابقا – صقلوا شخصية وطريقة شالوم عليخم، طريقة الضحك التي تظهر من بين الدمعات.
يل بيرتس أحضر للأدب في الإيدش طرق أدبية متنوعة من كثرة قراءته للأدب الأوروبي. بالرغم من أن يل بيرتس من الناحية السياسية يُعد متطرف، وبالأخص في سنوات التسعين للقرن التاسع عشر، إلا أن أدبه يتميز بفروق تعددية ومتساوي لكل نفس. أعماله بسيطة وفي نفس الوقت تهدف لهدف ما، وذات طابع متعدد شخصي-نفسي أكثر من أعمال مندلي وشالوم عليخم. لذلك، هو يُعد للكاتب المعاصر الأول للأدب في الإيدش. قصته المعروفة «بنتسي إخرس» (بانتشع شويج) يظهر طريقته المتميزة، فهو ينجح في تمرير رسالة مضاعفة: تشجيع للمكتئبين التي تدمج نقد ضد سلبية المكتئبين.
مندلي، شالوم عليخم، ويل بيرتس، يعتبرون ثلاثة أعمدة لأدب الإيدش المعاصر. هناك من سماهم بلسان المزاح «الجد» «الابن» و«الحفيد», والمقصود بالجد هو مندلي، والابن يل بيرتس والحفيد شالوم عليخم. والحقيقة هي أن هؤلاء الثلاثة هم من نفس الجيل تقريباً، وكل واحد منهم هو عامود قائم بحد ذاته. ومع كل هذا، هذه الأسماء المستعارة تم إستعمالها لهؤلاء الكتاب، ربما للمقارنة للمصادر الأدبية الخاصة بهم تشبيه أصل يوحسين، مثلما يمكن أن نجد في ثقافات أخرى هم شجعوها وقدروها.

## شخصيات وحركات مركزية
بينما مندلي، شالوم عليخم ويل بيرتس يرتقون بأدب الإيدش إلى مستوى عالٍ في شرق أوروبا، نشأت حركة جديدة لأدب الإيدش عصرية في نيو يورك، سميت حسبهم: «شعراء متجر العرق». مشتركي الحركة، الذين كانوا كلهم مهاجرين، عملوا في مصانع لكسب رزقهم، حيث الظروف القاسية والغير إنسانية في تلك المصانع. الشخصيات المركزية في المجموعة كانت: موريس روزنفلد، موريس وينتشبسكي، ودافيد ادلشطط. من ناحية المضمون تمركز عملهم في موضوع كبت الازدهار، بينما كانت طريقة كتابتهم نظرية جداً وحاولت تقليد الشعر الفيكتورياني وطريقتهم كانت مصقولة زيادة عن اللزوم. لهذا السبب لا يقرؤون أعمالهم في هذه الأيام.
في نفس الفترة تجمع في مدينة وارشا (بولندا) مجموعة كتاب حول يل بيرتس، الذين أحضروا لأدب الإيدش تنويع جديد، عصري. هذه المجموعة ضمت دافيد بينسكي، ش.أناسكي (مؤلف «هديبوك»), شالوم ايش وآخرين. لاحقاً قامت في وارشا مجموعة أخرى من كتاب الايدش ضمت يسرائيل يهوشواع زينجر (أخو إسحاق بشيفيس زينجر), بيرتس هيرشبين، ميلخ راويتش وأوري تسفي جرينبرج، الذي تمركز لاحقاً في كتابة العبرية فقط. كما فعل زملاؤهم في نيو يورك، حاولت مجموعة الشباب (دي يونجع) تحرير أدب الايدش من التعامل المهووس مع المصير والسياسة للشعب اليهودي.
مجموعات أخرى من طبقات مختلفة ومتنوعة قامت وتبدلت في مجموعات أجدد وبأماكن متعددة. اينزيخ («في التفتيش») – حركة طلائعية، والشخصية المركزية فيها هي يعقوب جلاتشتين. مجموعة «يونج ويلنع» (شباب ويلنا) التي ضمت حاييم جرادة وأبراهام سوتسكبر. مجموعة «دي لينكع» (أناس الشمال) قامت تحت أجنحة الحركة الاشتراكية في سنوات الثلاثين للقرن العشرين. من أعضائها: موشي ندير ومالكا لي. في روسيا السوفييتية كان ازدهار دراماتيكي لأدب الإيدش، مع كتاب مثل: بيرتس مركيش، داعر نستر، دافيد برجلسون، موشي كولبك، ايتسيك ببر، لايب كويتكو، دافيد هوفشتاين وآخرين. قسم منهم قتلوا في التطهير الستاليني في 12-13 آب أغسطس عام 1952. آخرون، مثل موشي ألتمان، رفكا روبين، شيرا جروشمان وآخرون، عاشوا التطهير، بدون معرفة سبب عدم ضمهم في قائمة القتل، لأن معظمهم كتبوا عن مواضيع متشابهة.
إحدى الظواهر المهمة في تاريخ أدب الإيدش في السنين 1900-1940, هي ظاهرة وجود نسوة كثيرة بين الكتاب. النساء كانوا أقل تدخلاً في المجموعات المنظمة وكتبوا أكثر بشكل فردي. تسيلا درافكين، أنا مرجولين، كاديا مولودوبسكي («إفتحوا البوابة»), إستر كرايتمن (أخت بشيبس) وأخريات، كتبوا أعمالاً لم تطابق المعايير التي كان متعارف عليها في ذلك الوقت. مرجولين مثلاً، كانت تستعمل القافية العصرية (اسونانس وقونسونانس). درافكين عرضت في عملها كنزاً لغوياً لكلمات جنسية مثيرة، الذي كان متأثراً من الشعر الروسي للقرن التاسع عشر. كرايتمان كتبت قصص وقصص قصيرة التي ضمت الكثير من النقد على عدم المساواة بين الأجناس في المجتمع اليهودي.
أيضاً بين المنتجين الرجال كانوا من لم ينضموا في كتابتهم للطريقة المتعارف عليها في المجموعات الأدبية أو في الموضات المتبدلة. ايتسيك مانجر مثلاً، الذي حول قصصاً من التوراة بشكل «سهل» على ما يبدو، وفي نفس الوقت بشكل فكري ومعبر. يتسحاك بشبيس زينجر، يسرائيل يهوشواع زينجر، يوسف اوفتوشو، اهرون تسايتلين وآخرين.
الكثير من الكتاب المذكورين أعلاه، الذين عاشوا بعد 1940, كتبوا أيضاً عن الكارثة. في الأحياء، في مخيمات التركيز، في غابات الأنصار، وفي ذاكراتهم تطرقوا إلى التجارب الكارثية لليهود، أو لأنفسهم إذا عاشوا مثل تلك التجارب. الكتاب الذين كتبوا الكثير على هذا الموضوع هم يتسحاك كتسنلسون، الذين هلك في مخيم التركيز اوشفيتز في بولندا.

## يتسحاك بشبيس زينجر وبيرس نوبل
فوز بشبيس زينجر جائزة نوبل للأدب سنة 1978 ثبتت كونه أحد أفضل الكتاب في العالم. بالمقابل، بعض قراء أدب الإيدش مقتنعين أن في هذا الأدب هناك قوى أكبر بكثير. لقد أًسمعت شكاوى لكتاب وناقدين على ازدحام مواضيع مثل الجنس والمعتقدات الخرافية في كتب بشبيس، التي تعطي إسماً سيئاً لأدب الإيدش. بالإضافة، تعود بشبيس على عرض نفسه في الإعلام كالكاتب الأخير لأدب الإديش، مما أثار غضب زملائه على هذا التصرف. ومع كل النقد والسخرية، يتفق اليوم معظم باحثي الأدب، أن فوز بشبيس جائزة نوبل للأدب أثار انتباه قراء كثيرين لأدب الإيدش، وأن فوزه بالجائزة كان مستحقاً.

## كتاب عصرنا
يمكن تقسيم كتاب الإيدش في عصرنا لثلاثة مجموعات:

### المجموعة القديمة
الذين ولدوا قبل الحرب العالمية الثانية.
في إسرائيل: تسفي أيزنمان (1920-2015), ألكسندر شبيجلبلط (1927-2013), رفكا باسمان بن-حاييم (وُلدت سنة 1925), يوسل بيرشتاين (1920-2013), ميشا ليب (1917-2013), ينتا ماش (1922-2013), تسفي كينر (1929-2009), إليشيفاع كوهين-تسيدك (1922-2013), وليف برينسكي (وُلد سنة 1939).
في كندا: حافا روزنفرب (1923-2013), سمحا سمحوفيتش (وُلدت سنة 1921), وجرونيا سلوتسكي-كوهين (وُلدت سنة 1928)
في الولايات المتحدة: بيلا شيختر-جوتسمان (1920-2013), يونيا فاين (1913-2013), موشي سكلار (محرر جريدة بايديش) ومريم هوفمان (وُلدت سنة 1936, ممثلة مسرح فعالة).

#### المجموعة الوسطى
الذين ولدوا في السنين 1940-1960
من الاتحاد السوفييتي سابقاً: ألكسندر بلوسوف (1948-2004), موشي لمستر، بوريس سندلر (محرر جريدة), ولفول تشرنين، زيسع فايتسمان، هيرشع دافيد كاتس ودوف-بار كرلر، دانييل جلاي (ولد في الأرجنتين سنة 1945).

##### ·     المجموعة الشابة: الذين بدؤوا في الكتابة في القرن ال21
من الولايات المتحدة: دوف باعر كوتلرمن، توماس سوكسبرجر، جيتل شيختر-فيسوانت، يرمياهو أهارون طاوب، يوئيل ماطويب، حايكا-بروريا ويجند، جيلس روزاير وآخرين.
بعض من الأعمال القديمة جُمعت في مقتطفات «ويدعرووركس» (نمو متجدد), الذي نشر سنة 1989, مقتطفات أخرى نشرت سنة 2008 في باريس والقدس. جيل جديد من كتاب الإيدش نبت في المجتمع اليهودي المتدين (الحرديم), وأصبحت لغة الإيدش اللغة التي يتكلمونها، وتحظى بشعبية عند جمهور القراء.